# 番犬

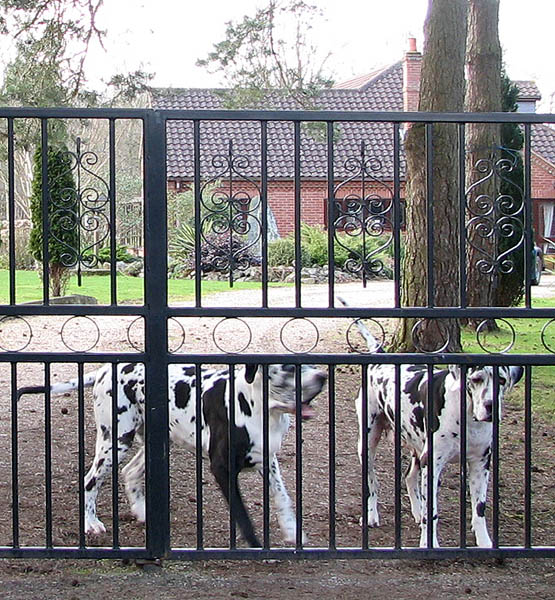
番犬

番犬（ばんけん、英: Watchdog）は防犯目的で飼育されている犬を言い、広義では牧羊犬のように家畜を守るために訓練された犬も含まれる。人や物などを守るための見張り役や組織を比喩して使う場合もある。

## 概要
古代以前から人間と犬は関わりがあったため、古くから外敵を警戒し追い払う役目があったと思われる。現代では主に不審者や泥棒から住居への接近・侵入を防ぐために飼育されている。犬種は、マスチフ、秋田犬、ボクサー、ドーベルマンなどの屈強で忠実な大型犬や中型犬が最適だが、鳴き声が甲高くよく吠えるスピッツや雑種であっても犬の性格や訓練次第では優秀な番犬となりうるなど対象となる犬種は幅広い。
住居への接近・侵入を試みる相手に対し威嚇する、噛み付いて攻撃をするなどの防衛行動は躾や訓練の度合いによって様々であるが、躾が行き届いていなかったり、あまりに神経質だと家人以外の新聞配達員や郵便配達員、検針員などの社会業務を行っている人間に対しても防衛行動をとることがある。また、近現代において住宅が密集する都市部では吠え声が騒音問題となる場合もある。